# Placiphorella atlantica
Placiphorella atlantica is een keverslakkensoort uit de familie van de Mopaliidae. De wetenschappelijke naam van de soort is voor het eerst geldig gepubliceerd in 1882 door Verrill & S. I. Smith in Verrill.